# Zlatko Vuletic
Zlatko Andrej V. , Skandinavski pevec, * 12. maj 1991, Stuttgart
Zlatko je na sceno prišel leta 2003, ko je nastopal pri skupini Fire Dance. Po razpadu skupine je dobil vlogo v filmu 4½ Production, še večjo slavo pa mu je prinesel album Heart on Fire.
Po letu in pol dela se je Zlatko prijavil na Junior Pesem Evrovizije, predstavnik Norveške kjer je tudi osvoji drugo mesto in Oslo Spektrum. Glasbeno kariero je začel s petjem za režijo na narodnem televizijskem festivalu v Oslu Melodi Grand Prix Junior.
Njegov oče je Slovenec iz Ljubljane, mati pa iz Beograda v Srbiji.

## Diskografija

### 2004
- Heart on Fire (Max Records)

1. Heart on Fire
2. Your Eyes
3. I know
4. Hjerte i Flammen
5. Now and Forever

### 2005
- I know (Single track)

### 2006
- Catch me (Zlatko Andrej V. Production)

1. Intro
2. Look at me
3. Aha Haha
4. Baby Store
5. Cacth me
6. Outro

### 2007
- Boy of The Jungle (Single track, izid 20. novembra 2007)